# Общая семантика
О́бщая сема́нтика (англ. General Semantics, фр. sémantique от греч. σημαντικός — обозначающий) — эмпирическая дисциплина, представляющая собой систематическую методологию по исследованию того, как люди взаимодействуют с миром, реагируют на мир, реагируют на собственные реакции и реакции других людей и, соответственно, каким образом они изменяют своё поведение. Общая семантика основана Альфредом Коржибски в 1920-е — 1930-е годы. Общая семантика и семантика представляют собой отдельные дисциплины, которые не следует друг с другом путать. Технически название «общая семантика» отсылает к исследованию Коржибского семантических реакций, или реакций целого человеческого организма в окружающей среде на некое событие в отношении значения этого события.
Альфред Коржибски определял общую семантику как общую теорию оценки фактов, отношений, ощущений и т. д. не с точки зрения просто вербальных определений того, что мы говорим о значениях, но с точки зрения того, как действительно происходят оценочные реакции.

## Общие сведения
Согласно Альфреду Коржибски, основной задачей общей семантики следует считать развитие в людях качества названного им «осознанность абстрагирования», то есть осознавание соотношения карты и территории и того, в какой значительной мере реальность отбрасывается используемыми репрезентациями лингвистического и другого характера. С точки зрения общей семантики, недостаточно понимать это спорадически и интеллектуально: скорее, люди достигают полного здравомыслия, только когда осознание абстрагирования становится постоянным навыком, воспроизводящимся на уровне рефлекса. С философской точки зрения, общая семантика может рассматриваться как прикладной концептуализм, акцентирующий внимание на том, насколько человеческий опыт фильтруется посредством сенсорных систем, нервной системы и лингвистических конструкций человека. Ведущий принцип общей семантики можно выразить высказыванием Коржибского «карта не есть территория, модель мира, не есть сам мир, но карта структурно подобна территории, и в этом её польза; мир не есть описанное явление».

## Основатель общей семантики
Альфред Коржибски — инженер, философ, преподаватель естественных наук, логик, автор книги «Наука и психическое здоровье». Будучи уроженцем Польши А. Коржибски был вынужден эмигрировать в США во время первой мировой войны. Одной из причин, по которой Коржибски и разработал принципы общей семантики, была война. В книге Сьюзан Кодиш "Верните себе здравомыслие" описывается то, по каким причинам Коржибски стремился разработать новую науку, которая не имела аналогов прежде. Альфред Коржибски был впечатлен и поражен проблемами 20-го века, теми страданиями, которые люди могут причинять себе лично и друг другу, например, рядом таких проблем для него были война, нищета, голод, репрессии, нетерпимость, метафизика и прочее. Под впечатлением от тех страданий, которые несли с собой Первая мировая война, Великая депрессия, Вторая мировая война, нищета, фанатизм, вера, метафизика, он и начал работу по изучению этих проблем и их связи с нашим мышлением, опытом, языком и культурой. Работы по общей семантике А. Коржибски перекликаются с работами многих других ученых, антропологов, лингвистов, психологов и т. д., которые делали схожие с ним выводы в своих работах, и некоторые из них становились даже его последователями, например, Сэмюэль Хаякава, Стюарт Чейз, Бронислав Малиновский, Сьюзан Кодиш, Брюс Кодиш и т. д. В своих работах Альфред Коржибски рассматривает наше мышление, поведение и нашу систему ценностей как нечто динамичное, развивающееся, взаимодействующее с окружающей средой. Поэтому он отмечает важный элемент нашего мышления – язык, рассматривая его, как инструмент взаимодействия друг с другом и инструмент анализа окружающего мира. Как отмечает Коржибски, язык нужно научиться использовать эффективнее, чтобы было легче выживать и делать нашу жизнь комфортнее. Также важно правильно оценивать наш опыт, который является относительным, субъективным результатом деятельности наших органов и в первую очередь нервной системы (субъективный характер опыта).

## Проект Венера
Принципы общей семантики взяты за одну из основ «Проекта Венера» Жака Фреско, который неоднократно упоминал в его лекциях об Альфреде Коржибски и книге «Наука и психическое здоровье», а также о книгах по общей семантике других авторов. На официальном сайте проекта также приведена книга А. Коржибски в списке рекомендуемых книг.